# Colpo di Stato in Jugoslavia del 1941
Il colpo di Stato in Jugoslavia del 1941 fu una rivolta militare praticamente incruenta ordita da parte di ufficiali dell'esercito jugoslavo che, in data 27 marzo, rovesciò il reggente Paolo Karađorđević e proclamò il raggiungimento della maggiore età del re Pietro II. Si formò allora un nuovo esecutivo con a capo il generale Dušan Simović che, pochi giorni dopo, dovette affrontare l'invasione della Jugoslavia eseguita dalle truppe dell'Asse nell'ambito della seconda guerra mondiale e recarsi in esilio di fronte a una rapida sconfitta militare.
Tradizionalmente alleata della Francia, la Jugoslavia si era avvicinata alla Germania durante la seconda metà degli anni Trenta, in parte come contrappeso all'ostilità di alcuni dei suoi vicini, in particolare dell'Italia, dell'Austria e dell'Ungheria, e in parte per motivi economici. La progressiva estensione del patto tripartito alle nazioni dei Balcani dopo l'inizio del conflitto globale, l'attacco di Mussolini alla Grecia e i piani di Adolf Hitler volti a contrastare questo fallimento aumentarono la pressione sugli jugoslavi affinché dichiarassero la propria adesione alla strategia dell'Asse. Dopo lunghe trattative, che gli Alleati non furono in grado di fermare perché impegnati su altri fronti, l'esecutivo jugoslavo accettò di firmare il patto dopo aver ottenuto importanti deroghe. Ciò generò una rapida reazione nel Paese, in quanto i sostenitori del Regno Unito presenti nell'esercito decisero di organizzare un golpe che pose fine alla reggenza e proclamò il monarca maggiorenne. Il nuovo gabinetto, nonostante il temporaneo entusiasmo degli Alleati, dovette ben presto riprendere l'atteggiamento precedentemente criticato e non fece in tempo ad applicare politiche differenti prima dell'attacco dell'Asse al Paese a meno di due settimane dal colpo di Stato, evento il quale portò a una rapida sconfitta delle forze armate jugoslave e alla spartizione e occupazione della nazione.

## Contesto storico
Nei sei mesi precedenti al golpe militare, la politica britannica nei confronti del governo del reggente Paolo Karađorđević passò dall'accettare senza problemi la mera neutralità della Jugoslavia nella seconda guerra mondiale alla richiesta sempre più veemente del suo sostegno nella lotta contro la Germania nazista.

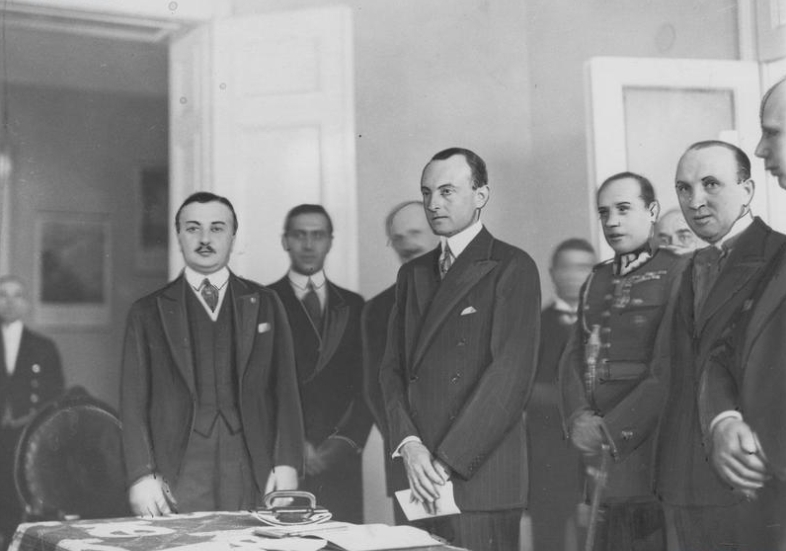
Il principe reggente della Jugoslavia, Paolo Karađorđević, che cercò di mantenere una politica di neutralità. I cospiratori lo rovesciarono dopo aver firmato il patto tripartito e, dopo aver rifiutato di opporsi apertamente a chi lo aveva rimosso, andò in esilio

Il 14 febbraio 1941 Adolf Hitler incontrò il reggente e il primo ministro jugoslavo e chiese l'adesione della Jugoslavia al patto tripartito, suggerendo la smobilitazione dell'esercito jugoslavo e la concessione del permesso di trasportare rifornimenti tedeschi per la sua nazione, nonché una maggiore cooperazione economica. In cambio egli offrì un porto sul Mar Egeo e una garanzia territoriale. Tre giorni dopo, Bulgaria e Turchia sottoscrissero un accordo di amicizia e non aggressione, giudicato dagli jugoslavi un modo per abbandonare i tentativi di costituire un blocco neutrale e abbandonare la Jugoslavia al suo destino. Il 1º marzo 1941 la Bulgaria siglò il patto tripartito e isolò ulteriormente la Jugoslavia.
Il 4 marzo, dopo aver rifiutato di incontrare il ministro degli Esteri britannico Anthony Eden, il reggente partì per una visita segreta a Berlino, dove ricevette nuovamente forti pressioni affinché firmasse il patto. Una volta appresa la notizia dell'incontro, gli inglesi ritennero l'evento inaccettabile e raddoppiarono i loro sforzi per evitare che la Germania potesse disporre di un nuovo alleato; ricorrendo alla diplomazia e ad attività di spionaggio contro il governo di Paolo. Lo stesso reggente temeva la reazione in patria all'eventuale firma del patto, tanto che in maniera profetica confessò a Hitler il 4 marzo: «Temo che se seguirò il suo consiglio e firmerò il patto non sarò qui tra sei mesi».
L'opposizione all'adesione risultò forte in Jugoslavia e il governo fu messo in guardia contro la firma per tutto l'inverno, mentre il Paese si avvicinava gradualmente all'Asse. Nemmeno Londra, Washington e Mosca vedevano di buon occhio il percorso di avvicinamento di Belgrado a Berlino. Il presidente statunitense Franklin D. Roosevelt, in particolare, accennò a ritirare l'appoggio del suo Paese agli jugoslavi nell'imminente conferenza di pace, se avessero permesso il passaggio delle truppe tedesche nell'attacco alla Grecia.
Durante i primi mesi del 1941, tuttavia, il reggente cedette gradualmente alle pressioni dei fascisti. Alla fine di febbraio spiegò all'ambasciatore americano la posizione del suo Paese in caso di passaggio di truppe tedesche in Bulgaria, ovvero che la Jugoslavia non sarebbe intervenuta. Agire invece direttamente ne avrebbe compromesso la stabilità con gli Stati limitrofi, oltre a scatenare probabilmente le frange più avverse a Belgrado, composte da sloveni e croati. Anche per via di questo possibile pericolo, l'ipotesi di concentrare le forze armate nel sud del Paese non avrebbe potuto trovare applicazione, in quanto sarebbero rimaste sguarnite le aree più esposte a eventuali ribellioni. Inoltre, l'esercito jugoslavo non appariva pronto a sostenere la guerra. In seguito allo sbarramento delle truppe tedesche in Romania, il cui confine non era fortificato, e all'imminente passaggio in Bulgaria, esse mettevano in pericolo la Jugoslavia. Belgrado si dimostrava in sintesi pronta a resistere al passaggio delle truppe tedesche soltanto se avessero attraversato il suo territorio, ma non a intervenire al di fuori dei confini nazionali. La Jugoslavia non sarebbe intervenuta nemmeno in caso di occupazione di Salonicco da parte dell'Asse, cosa che avrebbe portato al suo totale isolamento.

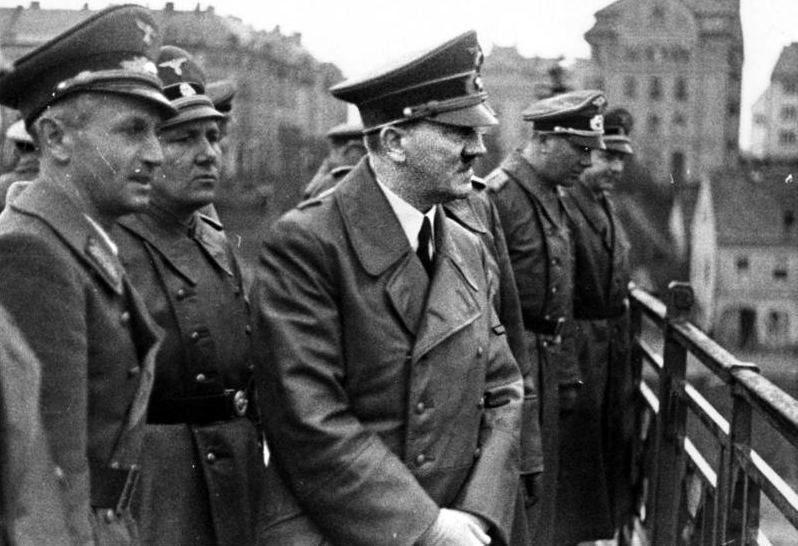
Hitler a Maribor dopo l'occupazione della Jugoslavia. Durante l'inverno e la primavera del 1941, egli aveva cercato di ottenere l'alleanza degli jugoslavi e la loro collaborazione nell'attacco alla Grecia, cosa che il colpo di Stato vanificò e ne causò l'invasione pochi giorni dopo

Dal canto loro, gli inglesi speravano che la Jugoslavia potesse pensare di attaccare il fianco tedesco nel caso in cui le armate naziste fossero entrate in Bulgaria, rinunciando dunque alla propria neutralità pur di sconfiggere Hitler. Come incarico minimo da compiere, Londra chiese un attacco sulla retroguardia italiana in Albania, che ne avrebbe provocato la sconfitta e la liberazione di nuove unità greche impegnate nella lotta contro i tedeschi. L'offerta britannica di rettificare il confine italo-jugoslavo a favore degli jugoslavi non fu sufficiente a incoraggiare il governo ad abbandonare la neutralità. Gli inglesi iniziarono a considerare l'ipotesi di intensificare lo spionaggio per impedire una maggiore cristallizzazione di un'alleanza tra Berlino e Belgrado. Il 17 marzo 1941 il reggente Paolo tornò a Berchtesgaden e Hitler gli indicò che quella era l'ultima possibilità per la Jugoslavia di aderire al patto, rinunciando questa volta alla richiesta di utilizzare le ferrovie jugoslave per facilitare la sua adesione. Il 19 marzo 1941 il Consiglio reale, convocato dal reggente per decidere la posizione jugoslava, scelse di accettare le richieste naziste di firmare il patto; con le eccezioni che i tedeschi avevano offerto di fronte alla riluttanza della controparte; la Jugoslavia non avrebbe accettato di diventare una via di passaggio per le truppe tedesche sia via terra sia tramite binari, né avrebbe firmato le clausole specificamente militari dell'intesa. La Germania doveva dal canto suo attenersi strettamente ai dettami dell'accordo, pena la cessazione della vigenza dello stesso.
Il 21 marzo 1941 il governo accettò la decisione del Consiglio reale, provocando le immediate dimissioni di tre ministri. Il giorno successivo, visto il ritardo degli jugoslavi, i tedeschi presentarono un ultimatum, chiedendo una risposta entro la mezzanotte del 23. Il 23 il futuro primo ministro del governo golpista, il generale Simović, avvertì il reggente della necessità di non firmare il patto. Vista la situazione, l'ambasciatore britannico a Belgrado ottenne il permesso di sostenere un cambio di governo o di regime per evitare l'alleanza con l'Asse (24 marzo 1941). Malgrado le discussioni, il primo ministro Dragiša Cvetković e il ministro degli Esteri Aleksandar Cincar-Marković si recarono a Vienna per firmare il patto tripartito il 25 marzo.
Nonostante la firma del trattato, il ministero degli Esteri britannico difese la necessità di mantenere i contatti con il governo Cvetković. L'obiettivo principale degli inglesi riguardava la difesa della Grecia e del confine greco-jugoslavo.

## Il golpe
Nonostante il sostegno britannico ai cospiratori, l'iniziativa del colpo di Stato fu da ascriversi agli jugoslavi; esso venne allestito principalmente da ufficiali dell'aeronautica militare nazionale. L'organizzatore dell'operazione fu il generale dell'aeronautica Bora Mirković, che aveva già contemplato la possibilità di una rivolta nel 1937, di fronte alla politica di riavvicinamento all'Asse del primo ministro Milan Stojadinović. I membri della cospirazione erano principalmente ufficiali dell'aeronautica, membri della Società degli ufficiali in pensione di Belgrado e della Società culturale serba. Nonostante si fosse diffuse presto la convinzione contraria in ambienti politici, solo Mirković era a conoscenza dei dettagli dell'operazione, che non furono messi per iscritto per evitare complicazioni con la polizia. Tra i cospiratori figuravano pochi croati e sloveni. Mentre Mirković dirigeva l'operazione dagli uffici di Simović, Simović era a casa e aveva cercato di convincere Mirković a rimandare il colpo di Stato.
La mattina del 26 marzo 1941 il primo ministro e il ministro degli Esteri tornarono da Vienna e furono accolti in una stazione di periferia dal vice primo ministro Vladko Maček. Il governo aveva deciso di allontanare Simović, ma ciò non gli impedì di continuare a esercitare un certo ruolo; Mirković, dal canto suo, decise di agire la notte stessa. Mirković ordinò agli ufficiali dell'aviazione di occupare i principali edifici della capitale (quartier generale della polizia, stazione radio, ministero della Guerra, ecc.) e fu ordinato l'arresto del gabinetto. I cospiratori agirono con il placet dei principali membri della Chiesa ortodossa serba, essendo consapevoli del fatto che un ispettore telegrafico avrebbe isolato la capitale dal resto del Paese all'inizio dell'operazione e diverse unità di terra a Belgrado, oltre al controllo dell'aeroporto della capitale.
Alle 3:00 del 27 i ministri erano stati arrestati nelle loro case e portati al quartier generale. Mezz'ora dopo Mirković richiese la presenza di Simović per cedergli il comando. Il golpe terminò al costo di una sola vittima, ovvero un poliziotto che fu ucciso quando si rifiutò di aiutare gli insorti a prendere il controllo della stazione radio.

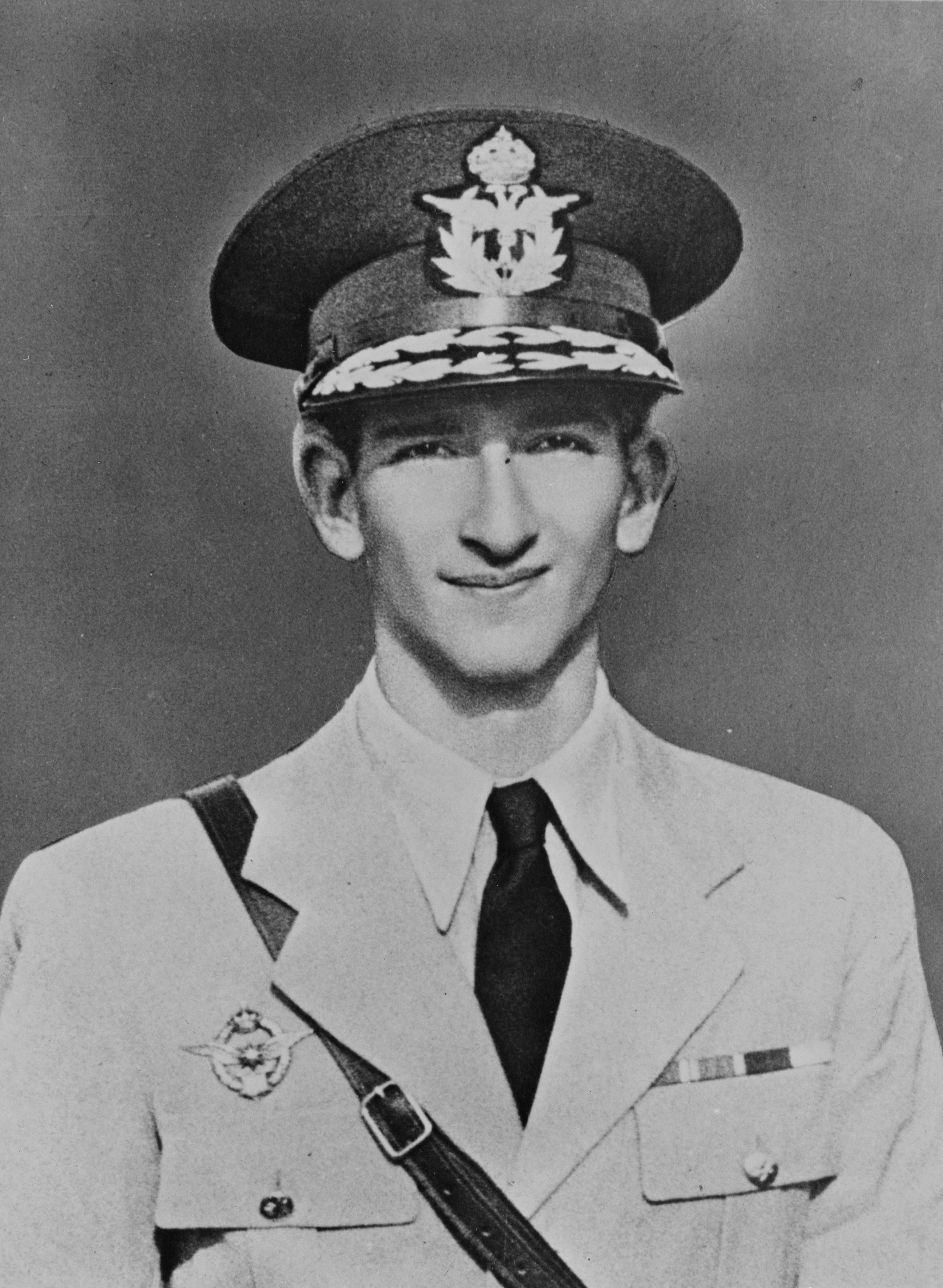
Pietro II di Jugoslavia, proclamato maggiorenne dai golpisti per legittimare la loro azione sei mesi prima del suo diciottesimo compleanno

Nel frattempo, l'esausto reggente partì in treno con il primo ministro per la sua residenza a Brdo, in Slovenia, per qualche giorno di riposo il 26. Cvetković accompagnò il reggente per alcuni chilometri per informarlo sugli eventi di Vienna, quindi fece ritorno a Belgrado. Alle 4 del mattino del 27 marzo 1941, in una piccola stazione, uno degli aiutanti del reggente ricevette una telefonata dalla capitale che avvertiva di problemi prima che la linea fosse interrotta. Paolo fu dunque svegliato e il treno proseguì in direzione di Zagabria, dove arrivò alle sette del mattino.
La mattina del 27 marzo 1941 il palazzo reale fu circondato e i golpisti trasmisero alle 9 un messaggio radiofonico; in quel momento, una persona che emulava la voce del re invitò la popolazione a riporre fiducia nel monarca. Alle 10 le bandiere di Gran Bretagna, Francia e Stati Uniti decoravano le strade principali. Alle 11 del mattino la guardia reale cedette alle truppe ribelli e il sovrano venne trasferito al ministero della Guerra. Entro mezzogiorno la folla occupò le strade per celebrare il colpo di Stato.
Nel frattempo, il reggente era stato informato a Zagabria dal vice primo ministro croato Vladko Maček, che suggerì l'uso delle truppe croate per reprimere le manovre. Il reggente respinse quest'ultimo proposta e tornò a Belgrado subito dopo. Accolto da Simović, attraversò la capitale già addobbata con bandiere alleate e folle esultanti per le strade, per arrivare al ministero della Guerra, dove firmò le dimissioni dalla reggenza. Quello stesso pomeriggio partì con la sua famiglia verso Atene. Il reggente aveva già chiesto l'asilo britannico da Zagabria, dopo aver deciso di non utilizzare le truppe a lui fedeli per opporsi al colpo di Stato.
Gli insorti riuscirono a far firmare al re il proclama del mattino, legittimando l'evento avvenuto. Da quel momento vide la luce un nuovo governo guidato dal generale Dušan Simović, capo dell'aviazione. Il reggente fu congedato e fu proclamato il raggiungimento della maggiore età di re Pietro, sei mesi prima del suo diciottesimo compleanno. Simović provò a convincere Maček la mattina stessa del colpo di Stato a rimanere al governo, assicurandogli il rispetto dell'accordo Cvetković-Maček del 1939, e in questo ricevette l'appoggio del reggente. Maček accettò di mantenere i ministri croati, ma riservò il suo coinvolgimento personale, nonostante le pressioni. Il 28 marzo 1941 il patriarca ortodosso Gavrilo incoronò il re come Pietro II di Jugoslavia.

## Conseguenze
Il nuovo gabinetto fu formato da ex ministri sloveni e croati e da nuovi rappresentanti dei partiti serbi. Il principale rappresentante croato, Maček, impiegò alcuni giorni per decidere di rimanere nel nuovo esecutivo, sospettoso delle motivazioni dei golpisti. Il ministero degli Affari esteri passò nelle mani dell'anziano politico serbo Momčilo Ninčić, presidente di società italo-jugoslave e tedesco-jugoslave, come gesto di conciliazione verso le principali potenze dell'Asse. La sua nomina aveva provocato aspre discussioni tra i ribelli, che alla fine si erano accordati su una figura in grado di placare i tedeschi.
Il 28 marzo Simović disse ai britannici che non intendeva denunciare la firma del patto tripartito, ma che era pronto a intervenire se i tedeschi avessero attaccato Salonicco. Il neonato governo, cercando di non provocare la Germania, rifiutò di ricevere il ministro degli Esteri britannico, Anthony Eden, che si trovava in quel momento impegnato in una serie di colloqui diplomatici in Europa orientale.
Adolf Hitler, convinto della complicità britannica nel colpo di Stato, ordinò l'invasione del Paese per domenica 6 aprile 1941 alle 14:30 dello stesso 27 marzo. Poco prima, Simović aveva già invano tentato di placare i tedeschi, assicurando loro che il colpo di Stato non era stato ordito contro i nazisti e che il suo governo avrebbe mantenuto la neutralità e il suo passato atteggiamento nei confronti della Germania.

### Il governo Simović
Il 29 marzo 1941 l'ambasciatore tedesco ricevette l'ordine di evitare i contatti con il governo Simović e di scusarsi per malattia. Anche il ministero degli Esteri tedesco ricevette l'ordine di evitare i funzionari dell'ambasciata jugoslava. Il 1º aprile 1941, dopo diversi giorni di colloqui con vari inviati tedeschi, Maček ricevette da Joachim von Ribbentrop il consiglio di non partecipare al nuovo governo. Maček, tuttavia, decise di aderirvi e partì alla volta di Belgrado il pomeriggio del 3 aprile.

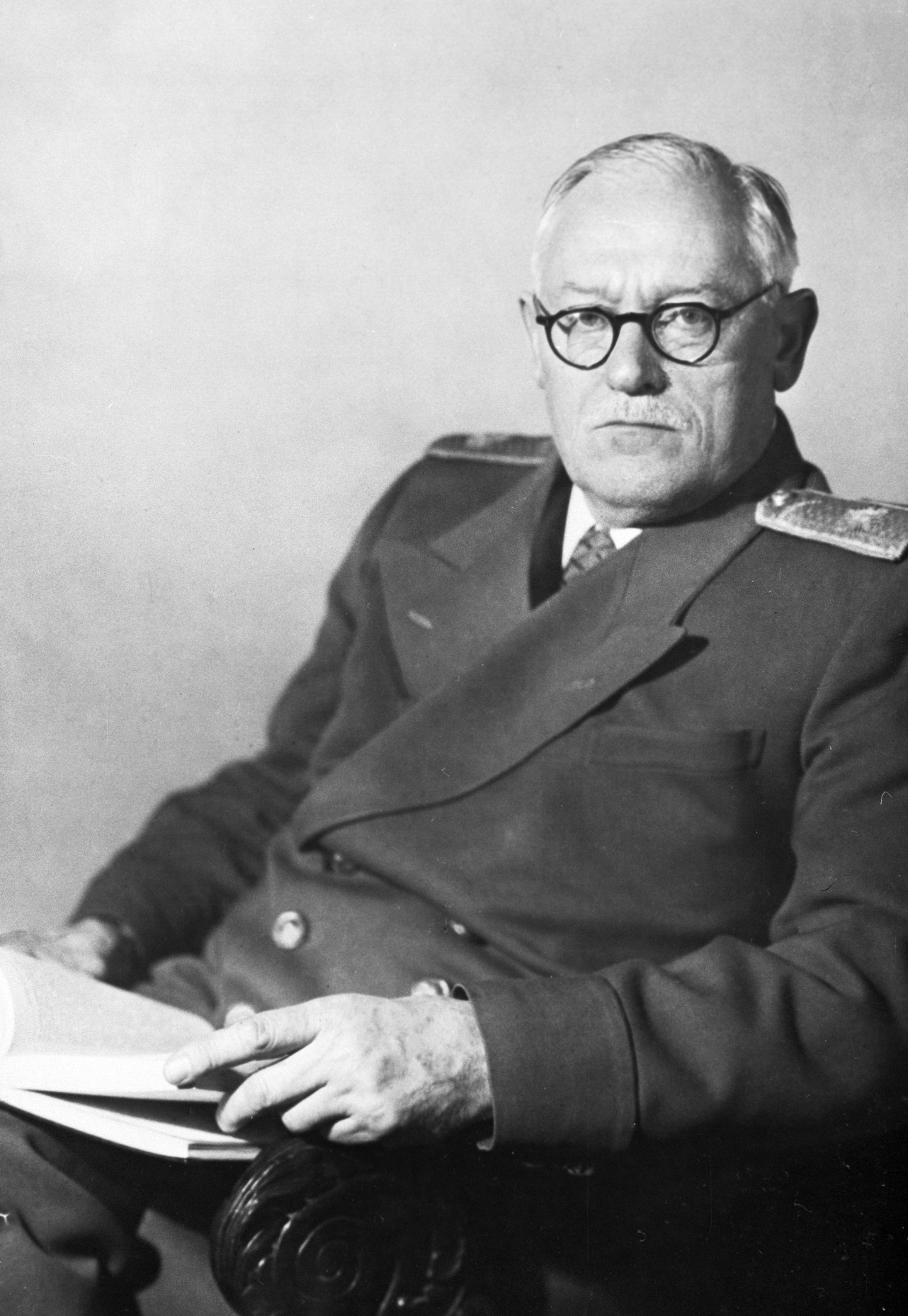
Andrej Vyšinskij, vice ministro sovietico degli Affari Esteri, guidò i negoziati con l'inviato jugoslavo che portarono alla normalizzazione delle relazioni bilaterali tra i due Paesi ma non servirono per impedire l'attacco tedesco all'inizio di aprile

Lo stesso giorno, Simović parlò con il capo dello Stato Maggiore imperiale britannico, sir John Dill, che gli fece visita in incognito. Simović aveva ormai ripreso la posizione tanto criticata dai putschisti prima del 27 marzo, rifiutandosi di firmare un accordo militare con i britannici e di compiere qualsiasi passo che potesse provocare i tedeschi, e sosteneva che i colloqui tra gli stati maggiori non avrebbero imposto alcun obbligo agli jugoslavi. Dill descrisse il gabinetto di Simović come confuso e paralizzato, immaginando che avrebbe avuto mesi per attuare le sue politiche.
Il 2 aprile 1941 Ribbentrop ordinò l'evacuazione della maggior parte del personale dell'ambasciata tedesca a Belgrado e i preparativi per la distruzione dei documenti riservati. Tutti i consolati, tranne quello attivo a Zagabria, chiusero le proprie attività il 3 aprile. Il 4 aprile le autorità tedesche fermarono tutte le navi jugoslave sul Danubio nelle acque sotto il controllo nazista. Nella stessa giornata, il ministro degli Esteri jugoslavo inviò a Mosca due colonnelli per firmare un patto politico e militare volto a rafforzare la posizione jugoslava. Il vice ministro degli Esteri, Andrej Vyšinskij, li ricevette il giorno successivo e promise di dar loro una risposta il 4 aprile. Vyšinskij appariva in quella fase contrario a un patto militare, ritenendo che avrebbe peggiorato le relazioni tedesco-sovietico, preferendo invece un patto di amicizia e di non aggressione. I sovietici avevano informato i tedeschi dell'imminente firma, che i tedeschi avevano chiesto non avesse luogo. Gli jugoslavi accettarono la proposta di Vyšinskij, che prevedeva la neutralità dei firmatari in caso di attacco da parte di terzi, e i sovietici erano pronti a iniziare immediatamente a fornire armi agli jugoslavi, oltre ad offrirsi di difendere diplomaticamente l'indipendenza jugoslava a Berlino. Dopo un tentativo compiuto dai sovietici di modificare la proposta, che i delegati jugoslavi non accettarono e che portò a lunghe discussioni tra l'ambasciatore e Vyšinskij, si giunse a siglare la versione definitiva dell'accordo, grazie a una concessione effettuata da Stalin, la notte del 5 aprile 1941.
Due giorni prima, il 3, c'era stata una riunione dei delegati militari jugoslavi e anglo-greci, che però non portò ad alcun risultato. Gli jugoslavi credevano che le forze britanniche in Grecia fossero più numerose di quanto in realtà fossero, mentre dal canto loro gli anglo-greci ritenevano di poter elaborare piani generali e si trovarono sorpresi, parlando esclusivamente della difesa di Salonicco.

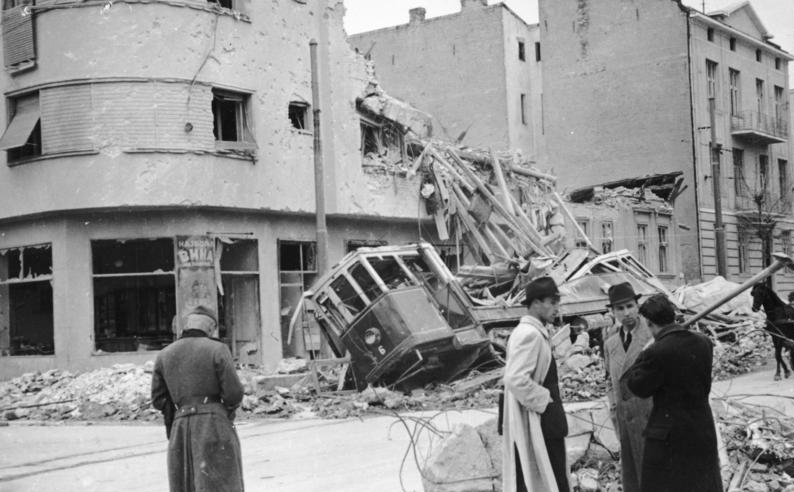
Rovine a Belgrado dopo il bombardamento tedesco del 6 aprile 1941. Tale evento coincise con l'inizio dell'invasione della Jugoslavia

Il 4 aprile 1941 il governo, in preda al panico, dichiarò Belgrado, Zagabria e Lubiana città aperte. Non riuscendo a contattare per giorni nessun funzionario del ministero degli Esteri tedesco, gli jugoslavi cercarono la mediazione italiana, ma il 5 il consiglio dei ministri non approvò questa misura, chiedendo agli italiani di poter rispondere il 6.
Alle 5:15 della domenica mattina del 6 aprile, la Luftwaffe nell'ambito dell'operazione Castigo, bombardò Belgrado senza preavviso, dando inizio all'invasione della Jugoslavia;  l'attacco causò 17 000 morti nella città principale della nazione. L'addetto militare jugoslavo a Berlino aveva informato il suo governo della probabile data dell'attacco del 2, avendo ricevuto l'informazione da varie fonti. I suoi ripetuti avvertimenti rimasero inascoltati dall'alto comando jugoslavo, che riteneva che l'addetto fosse stato ingannato dalle autorità tedesche.

## Rilevanza storica
Il golpe del 27 marzo scatenò l'immediata rappresaglia tedesca che distrusse temporaneamente il Paese. D'altra parte, il gesto favorevole agli Alleati e la successiva resistenza agli eserciti occupanti dell'Asse e alle formazioni collaborazioniste fecero sì che la Jugoslavia figurasse tra i vincitori della guerra, con il risultato che non solo conservò il proprio territorio, ma addirittura lo accrebbe.